# Den stora odalisken
Den stora odalisken (franska: La Grande Odalisque) är en oljemålning av den franske nyklassicistiske konstnären Jean-Auguste-Dominique Ingres. Den är målad 1814 och ingår sedan 1899 i Louvren samlingar i Paris.
Ingres satte stort värde på teckningen och hans stil utmärktes av en tydlig linjeföring med skarpa konturer. Även om han var präglad av sin lärare Jacques-Louis Davids nyklassicism så röjer denna målning ett drag av romantiskt orientsvärmeri. En odalisk var en turkisk haremskvinna. Ingres målade flera målningar med motiv från Orienten, till exempel Det turkiska badet, även om han själv aldrig reste dit. Orientalismen var en stark strömning i Frankrike vid denna tidpunkt, framför allt hos Jean-Léon Gérôme som var ordförande i Société des Peintres Orientalistes Français. 
Målningen gjordes på beställning av Caroline Bonaparte som var Napoleons syster och drottning av Neapel 1808–1815. Ingres var också boende i Italien vid denna tidpunkt (och en stor del av sitt vuxna liv). 
Ingres är berömd för sina skulpturala långsträckta kvinnoryggar som såg ut att ha några extra kotor (jämför till exempel Badande kvinna och Jupiter och Thetis). Den stora odalisken ställdes ut på Parissalongen 1819 där den fick blandande reaktioner; de negativa reaktionerna kommenterade bland annat den till synes anatomiskt inkorrekta ryggen.